# 7608 Telegramia
A 7608 Telegramia (ideiglenes jelöléssel 1995 UO1) a Naprendszer kisbolygóövében található aszteroida. Jana Tichá fedezte fel 1995. október 22-én.